# Gerard d’Athée

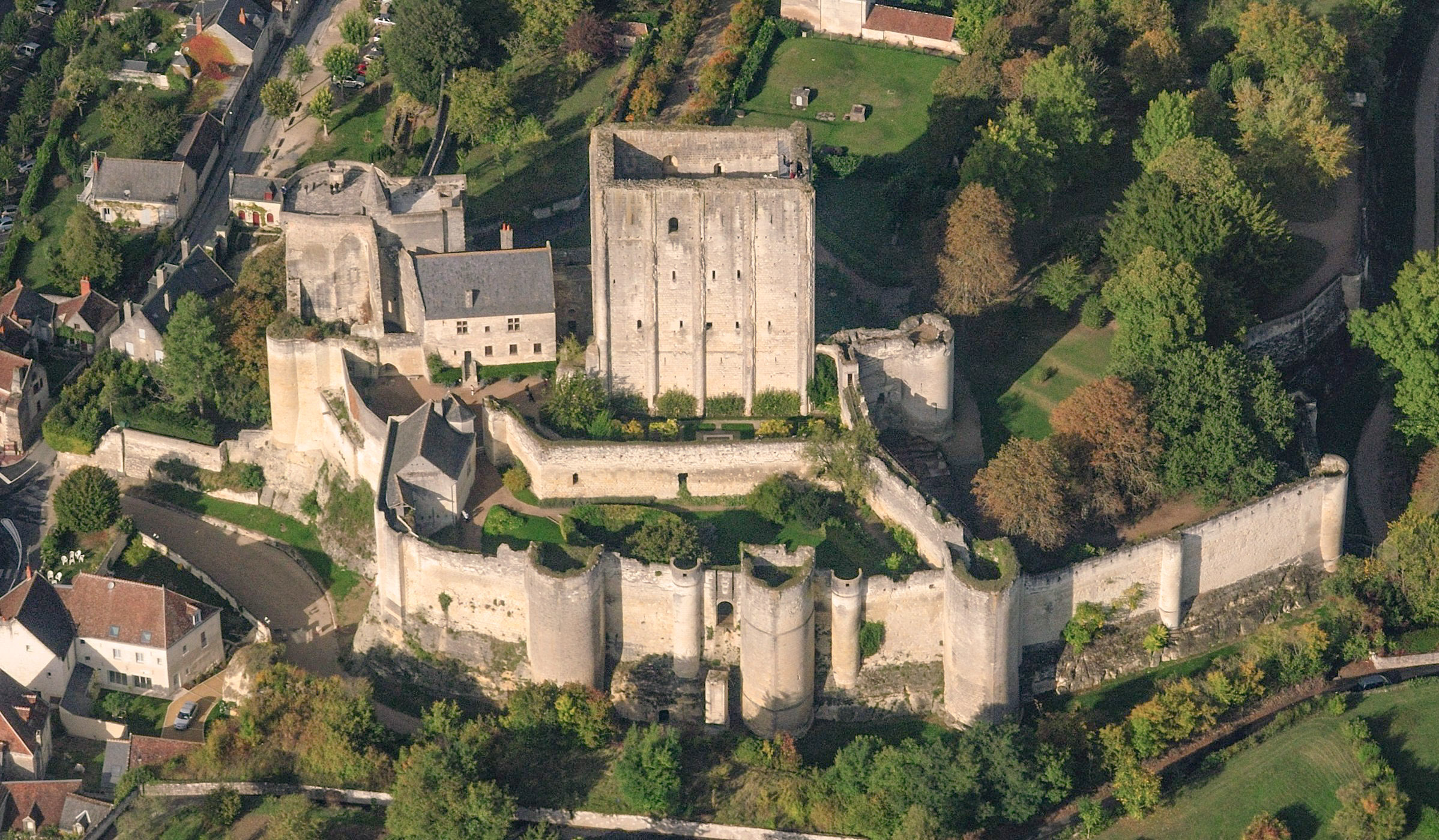
Die Burg von Loches, die Athée 1205 an den französischen König übergeben musste

Gerard d’Athée (* um 1150; † um 1210 oder 1213) war ein aus Frankreich stammender Beamter und Söldnerhauptmann im Dienst der englischen Könige Richard I. und Johann Ohneland. 

## Leben
Er wurde vermutlich in den 1150er Jahren in der französischen Grafschaft Tours, vermutlich bei dem Dorf Athée-sur-Cher bei Tours, nach dem er benannt wurde, geboren. Zu dieser Zeit gehörte die Grafschaft Tours mit zum angevinischen Reich König Heinrichs II. von England. Nach mittelalterlichen Chroniken war Gerard ein Leibeigener, doch tatsächlich entstammte er wahrscheinlich dem niederen Adel. Er verdingte sich als Söldner, bot seine Dienste rücksichtslos dem meistbietenden an und machte so Karriere. 1198 diente er dem englischen König Richard Löwenherz. Nach Richards Tod 1199 schloss er sich rasch dessen Bruder Johann Ohneland an, während die meisten Adligen aus der Touraine, Maine und Anjou Richards Neffen Arthur von der Bretagne unterstützten. In dem Erbfolgestreit konnte sich Johann durchsetzen, und Athée diente ihm als Kommandant der Burgen von Chinon und Loches, als Verwalter der Stadt Tours und ab 1202 als Seneschall der Grafschaft Tours, wobei er dem Seneschall des Poitou, Robert of Thornham, untergeordnet war. Auch als die gesamten nordfranzösischen Besitzungen Johanns von König Philipp II. von Frankreich 1204 erobert worden waren, hielt er Burg Loches gegen die französischen Belagerer, ehe er sich Ostern 1205 ergeben musste und in Gefangenschaft geriet. Als König Johann nach dem Verlust der Normandie das Vertrauen seiner englischen Barone verlor, erinnerte er sich des tapferen Söldnerführers, der in der Burg von Compiègne eingekerkert war, und zahlte 1206 für ihn das enorme Lösegeld von 2000 Mark. Athée wurde dennoch erst ein Jahr später freigelassen und konnte im September 1207 nach England segeln. In England ernannte ihn der König im Januar 1208 zum Sheriff von Gloucestershire und zum Constable von Gloucester Castle. Im März 1208 ernannte er ihn zum Constable von Bristol Castle und zum Verwalter der Besitzungen des ins Exil gegangenen Bischofs von Bath und im Mai 1208 schließlich zum Sheriff von Herefordshire und Constable von Hereford Castle. Bereits im April 1208 hatte der König ihn beauftragt, mit 25 Sergeanten und 500 Fußsoldaten gegen den rebellischen Baron William de Braose in Südwales vorzugehen und dessen dortige Besitzungen zu besetzen. Im Mai 1208 wurde Athée dann Verwalter der Besitzungen von Braoses Sohn Giles de Braose, der als Bischof von Hereford ebenfalls ins französische Exil geflüchtet war. In den nächsten Jahren hielt er sich mehrfach am Hof des Königs auf, doch nach 1210 wird er nicht mehr direkt erwähnt. Da seine Stellvertreter jedoch weiter in ihren Ämtern blieben, wird vermutet, dass er schwer erkrankt oder zu alt war.

## Familie und Nachkommen
Athée war verheiratet und hatte mindestens zwei Söhne. Er bewegte Engelard de Cigogné, der vermutlich sein Neffe war, und weitere Verwandte und Freunde aus der Touraine, ihm nach England zu folgen, wo sie als seine Vertreter fungierten oder vom König weitere Ämter erhielten. Sie dienten König Johann während des Konflikts mit den englischen Baronen als loyale Sheriffs und Constables, weshalb sie den rebellischen Baronen so verhasst waren, dass diese 1215 im Artikel 50 der Magna Carta von 1215 durchsetzten, dass Engelard de Cigogné und sechs namentlich genannte Verwandte Athées ihre Ämter in England verloren und nie wieder ein königliches Amt bekleiden durften. König Johann hielt sich jedoch nicht an die Magna Carta, was zum Ersten Kriegs der Barone führte, und übergab Athées Sohn John am 7. Januar 1216 Ländereien in Essex, Bedford, Cambridge und Huntingdon, die zuvor Simon Fitz Richard gehört hatten. Der Artikel 50 wurde nach dem Tod des Königs in der revidierten Fassung der Magna Carta von 1216 wieder entfernt. 